# بوشعیب المبارکی
بوشعیب المبارکی (عربی: بوشعيب المباركي؛ زادهٔ ۱۲ ژانویهٔ ۱۹۷۸) بازیکن فوتبال اهل مراکش بود.

## باشگاهی
از باشگاه‌هایی که در آن بازی کرده‌است می‌توان به باشگاه فوتبال الاهلی عربستان سعودی، باشگاه فوتبال الوصل امارات، الریان، السد، الوکره، باشگاه فوتبال مغرب تطوان، باشگاه ورزشی الاهلی مصر، الاهلی قطر، باشگاه ورزشی العربی قطر، و باشگاه فوتبال الرجا اشاره کرد.

## تیم ملی
وی همچنین در تیم ملی فوتبال مراکش بازی کرده‌است.